# Okres Zvolen
Zvolen is een district (Slowaaks: Okres) in de Slowaakse regio Banská Bystrica. De hoofdstad is Zvolen. Het district bestaat uit 2 steden (Slowaaks: Mesto) en 24 gemeenten (Slowaaks: Obec).

## Steden
- Sliač
- Zvolen

## Lijst van gemeenten
| - Babiná - Bacúrov - Breziny - Budča - Bzovská Lehôtka - Dobrá Niva - Dubové - Hronská Breznica | - Kováčová - Lešť - Lieskovec - Lukavica - Michalková - Očová - Ostrá Lúka - Pliešovce | - Podzámčok - Sása - Sielnica - Tŕnie - Turová - Veľká Lúka - Zvolenská Slatina - Železná Breznica |

Banská Bystrica · Banská Štiavnica · Brezno · Detva · Krupina · Lučenec · Poltár · Revúca · Rimavská Sobota · Veľký Krtíš · Žarnovica · Žiar nad Hronom · Zvolen